# Atractodes spiniger
Atractodes spiniger är en stekelart som beskrevs av Vollenhoven 1878. Atractodes spiniger ingår i släktet Atractodes och familjen brokparasitsteklar. Inga underarter finns listade.